# Uomini e topi (romanzo)
(Luigi Sampietro - Uomini e topi, Introduzione, pag. 18)
Uomini e topi (Of Mice and Men) è un romanzo breve dello scrittore statunitense John Steinbeck, pubblicato a Londra nel 1937 e tradotto in italiano da Cesare Pavese l'anno successivo per Bompiani. Nel 2016 viene nuovamente tradotto da Michele Mari: tale traduzione risulta più fedele all'originale sia nei vocaboli sia nei tempi verbali, nonostante la versione di Pavese venga tuttora considerata ottima e attuale.

## Trama
I due protagonisti (classici girovaghi, o tramp, statunitensi degli anni trenta) sono George Milton e Lennie Small, braccianti stagionali che si guadagnano da vivere vagando per il paese di fattoria in fattoria. Lennie, sebbene dotato di una stazza imponente e di una straordinaria forza fisica (il suo cognome è quindi un‘antifrasi), caratteristiche che lo rendono un manovale eccezionale, è affetto da ritardo mentale: è un omone con la mente di bambino che non è in grado di controllare la propria forza, tanto che, spesso, finisce per uccidere inavvertitamente piccoli animali che ama accarezzare, come topi o cagnolini. Incapace di condurre una vita autonoma e indipendente, Lennie trova in George il proprio punto di riferimento, affidandosi completamente a lui. George, in antitesi con le caratteristiche del compagno di avventure, è descritto come piccolo e minuto nel fisico, ma scaltro e acuto di mente.
Inoltre, nonostante si lamenti più di una volta del peso che Lennie rappresenta per lui, senza il quale sarebbe libero di godersi la vita, prova un forte affetto nei suoi confronti, poiché è consapevole che affrontare le difficoltà della vita assieme ad un amico sia molto meglio che doversele sobbarcare in solitudine. Con Lennie condivide anche il sogno di comprarsi, un giorno, un piccolo pezzo di terra dove condurre una vita finalmente serena, lontana dalle umiliazioni del lavoro del bracciante, vivendo dei frutti della terra e in armonia con i tanti animali di cui Lennie sogna di prendersi cura. Questo progetto, di cui soprattutto Lennie pare essere convinto, ma che anche George spera di poter realizzare, è l'illusione che permette loro di sopportare la durezza della vita quotidiana.
Giunti al ranch, i due protagonisti fanno via via conoscenza di tutti gli altri personaggi, a partire dallo scopino Candy, poi il padrone della fattoria, Curley (il rissoso figlio del padrone), Carlson, Whit, Slim (l'autorevole capo-mulattiere), Crooks (lo stalliere nero) e la sensuale moglie di Curley. Nel finale dell'opera, dopo una serie di avvenimenti che via via aumentano la tensione e che chiaramente preludono ad una fine tragica, Lennie si trova nella stalla ad accudire dei cagnolini di pochi giorni quando gli si avvicina la provocante moglie di Curley, che lo invita ad accarezzarle i capelli; Lennie, con i suoi modi inconsapevolmente rudi, finisce per spaventare la ragazza, che inizia a strillare per indurre Lennie a mollare la presa. Lennie, tuttavia, terrorizzato dal fatto che le grida possano attirare le attenzioni degli altri lavoratori, in particolare di George, impulsivamente inizia a strattonare con forza la donna per farla smettere, finendo per spezzarle l'osso del collo e ucciderla.
Resosi conto di aver combinato un grosso guaio, Lennie fugge fra i boschi, nel luogo in cui George gli aveva indicato di nascondersi proprio in occasione di evenienze di quel tipo. Nel frattempo, gli altri lavoratori, capeggiati da Curley, dopo aver rinvenuto il corpo senza vita della donna, si organizzano per catturare Lennie (con la probabile volontà di ucciderlo). Tuttavia George, avendo colto al volo dove si sarebbe rifugiato Lennie, decide di recarvisi da solo: raggiunto l'amico, sceglie di ucciderlo, in un estremo atto d'amore fraterno, per sottrarlo alla violenza e alla furia omicida di Curley e degli altri braccianti.

## Origine del titolo
Il titolo dell'opera è derivato da un verso di una poesia dello scrittore scozzese settecentesco Robert Burns
(Robert Burns, A un topo, buttandogli all’aria il nido con l’aratro, v. 39)
e, come scrive Claudio Gorlier:

### Titolo nella traduzione italiana
Il titolo delle traduzioni italiane, a partire dall'edizione di Pavese del 1938, presenta due particolarità uniche nel panorama europeo: la prima è che si inverte l’ordine dei sostantivi in Uomini e topi; la seconda è che l'of  originale non viene reso come un complemento di argomento, forse perché Pavese e la Bompiani tennero conto del fatto che la citazione dal verso di Burns presenta un complemento di specificazione: da qui, probabilmente, la scelta di tradurre con un'espressione descrittiva e referenziale. Come detto tali scelte risultano uniche nel contesto europeo: si pensi, infatti, alla traduzione francese (Des souris et des hommes), a quella spagnola (De ratones y hombres) e a quella tedesca (Von Mäusen und Menschen).

## Opere derivate

### Versioni teatrali
- Nato come libro per ragazzi, dopo diverse false partenze e difficoltà. Tuttavia, durante la pubblicazione Steinbeck tornò sul testo e lo adattò per il teatro. La prima, prodotta da Sam H. Harris (1872–1941) e diretta da George S. Kaufman, andò in scena il 23 novembre 1937 a Broadway. Lo spettacolo durò 207 repliche, prima di essere ripresa a Los Angeles e altrove.
- Fu rappresentato nel 1958 anche al Teatro del Convegno di Milano, per la regia di Enzo Ferrieri e come attori, fra gli altri, Luigi Vannucchi e Glauco Onorato.
- Nel 1970 ne volle trarre un'opera musicale Carlisle Floyd.
- Negli anni '90 altra opera lirica dallo stesso titolo è stata scritta, su libretto proprio, da Valeria Ravot.
- Nel 2014 il Teatro Ca' Foscari riprende in mano il copione di Luigi Squarzina, che viene messo in scena dal regista Stefano Pagin. Lo spettacolo è stato poi rilevato dalla compagnia Indiana Teatro.

### Trasposizioni cinematografiche
- Dalla novella venne tratto nel 1939 il film dal titolo omonimo con la regia di Lewis Milestone e gli attori Burgess Meredith, Betty Field e Lon Chaney Jr..
- Nel 1992, sempre con lo stesso titolo, è stata girata un'altra pellicola dal regista Gary Sinise, con John Malkovich nella parte di Lennie Small, lo stesso Sinise nella parte di George Milton e Sherilyn Fenn nella parte della moglie di Curley.

## Edizioni
- Uomini e topi, traduzione di Cesare Pavese, 1ª ed., Milano, Bompiani, 1938.
- Uomini e topi, collana I Grandi tascabili, a cura e con la prefazione di Luigi Sampietro, n. 1182, Milano, Bompiani, 2012, ISBN 88-452-6842-X.
- Uomini e topi, collana Classici contemporanei, traduzione di Michele Mari, Milano, Bompiani, 2016, ISBN 978-88-452-8298-0.